# Mathilda Lundström
Pour les articles homonymes, voir Lundström.
Mathilda Lundström, née le 20 décembre 1996 à Stockholm, est une handballeuse internationale suédoise, qui évolue au poste d'ailière droite.